# La traición (Hispania, la leyenda)
La traición es el séptimo episodio de la primera temporada de la serie de televisión española Hispania, la leyenda. El episodio cuenta con la participación de los actores William Miller y Nacho Fresneda.

## Producción
El episodio es el primero dirigido por Jorge Sánchez-Cabezudo. La serie contó con la participación de William Miller como el gladiador Leukon y con Nacho Fresneda como el enviado del Senado Octavio.

## Recepción
El episodio obtuvo 4.194.000 de espectadores y 22,7% de cuota de pantalla, perdiendo 49.000 espectadores y 1,1 puntos con respecto al episodio anterior. Ferran Monegal, crítico de El Periódico, valoró positivamente el episodio, aunque afirmó que podría haber durado más tiempo el personaje de Octavio.